# Roman Simon
Roman Simon (* 21. Juni 1974 in Berlin) ist ein deutscher Politiker der CDU und seit 2011 Mitglied des Abgeordnetenhauses von Berlin.

## Leben
Nach dem Besuch der Katholischen Schule St. Alfons in Berlin-Marienfelde und dem Abitur an der Goethe-Oberschule (Berlin-Lichterfelde), absolvierte er eine Ausbildung zum Bankkaufmann, die er 1996 beendete. Danach leistete er von 1996 bis 1997 seinen Wehrdienst. 1997 begann er mit dem Studium der Rechtswissenschaften an der Humboldt-Universität zu Berlin. Von 2003 bis 2005 war er Referendar beim Oberlandesgericht in Braunschweig. Außerdem  war er bei der Deutschen Hochschule für Verwaltungswissenschaften in Speyer, im Bereich Recht einer Bank in Berlin und im Justitiariat beim GdW Bundesverband deutscher Wohnungs- und Immobilienunternehmen e.V. in Berlin tätig. 2005 legte er sein zweites Staatsexamen mit dem Schwerpunkt Wirtschaftsrecht ab. Seit 2005 ist Simon in der Kreditabteilung einer Bank in Berlin beschäftigt.
Simons Vater war der CDU-Politiker Heinz-Viktor Simon, der ebenfalls Mitglied des Abgeordnetenhauses war. Roman Simon ist Vater von zwei Söhnen und zwei Töchtern.

## Partei
Simon trat 1990 in die CDU ein, war von 1993 bis 1996 Landesvorsitzender der Berliner Schüler Union, von 1996 bis 1998 Mitglied im Landesvorstand der CDU Berlin, 1998 bis 2009 Schatzmeister eines Ortsverbandes der CDU Tempelhof-Schöneberg, seit 1999 Kreisparteitagsdelegierter der CDU Tempelhof-Schöneberg, von 1999 bis 2001 und von 2003 bis 2006 stellvertretender Kreisvorsitzender der Jungen Union Tempelhof-Schöneberg, seit 2000 Landesparteitagsdelegierter für die CDU Tempelhof-Schöneberg und von 2006 bis 2007 Kreisvorsitzender der Jungen Union Tempelhof-Schöneberg. Seit 2006 ist Simon Mitglied des Kreisvorstandes der CDU Tempelhof-Schöneberg, seit 2009 Vorsitzender des Ortsverbands Friedenau der CDU Tempelhof-Schöneberg und seit 2011 Schatzmeister der CDU Tempelhof-Schöneberg.

## Abgeordneter
Bei der Wahl zum Abgeordnetenhaus von Berlin 2011 wurde Simon am 27. Oktober 2011 über den Wahlkreis Tempelhof-Schöneberg 7 in das Abgeordnetenhaus von Berlin gewählt. Er errang dort als Direktkandidat mit 46,6 % der Stimmen das Direktmandat. In der 17. Legislaturperiode war er Mitglied im Ausschuss für Verfassungs- und Rechtsangelegenheiten, Verbraucherschutz, Geschäftsordnung sowie im Ausschuss für Bildung, Jugend und Familie. Des Weiteren war er jugend- und familienpolitischer Sprecher der CDU-Fraktion im Abgeordnetenhaus von Berlin.
Bei der Wahl zum Abgeordnetenhaus von Berlin 2016 wurde Simon über die Bezirksliste Tempelhof-Schöneberg erneut ins Parlament gewählt. In der 18. Legislaturperiode war er Mitglied in den Ausschüssen für Bildung, Jugend und Familie und für Verfassungs- und Rechtsangelegenheiten, Geschäftsordnung, Verbraucherschutz, Antidiskriminierung. Zudem war er weiterhin jugend- und familienpolitischer Sprecher der CDU-Fraktion im Abgeordnetenhaus von Berlin.
Er ist Mitglied der Europa-Union Berlin (EUB) und Gründungsmitglied der überfraktionellen EUB-Parlamentariergruppe im Abgeordnetenhaus.
Nach den Wahlen im September 2021 zog Simon über die Bezirksliste Tempelhof-Schöneberg erneut in das Abgeordnetenhaus ein, nachdem er das Direktmandat im Wahlkreis Tempelhof-Schöneberg 5 nicht gewinnen konnte. Bei der Wiederholungswahl 2023 konnte er seinen Sitz im Abgeordnetenhaus verteidigen. Er errang als Direktkandidat mit 40,3 % der Stimmen das Direktmandat. In der 19. Legislaturperiode ist er Mitglied im Ausschuss für Verfassungs- und Rechtsangelegenheiten, Verbraucherschutz, Geschäftsordnung sowie im Ausschuss für Bildung, Jugend und Familie und im Ausschuss für Umwelt- und Klimaschutz. Des Weiteren ist er nun kinder- und familienpolitischer Sprecher der CDU-Fraktion im Abgeordnetenhaus von Berlin.